# Crema (Italia)
Crema es un municipio italiano de la provincia de Cremona, en la región de Lombardía. Tiene 34 606 habitantes.

## Ubicación
Actualmente el municipio pertenece a la Región Agraria n.º 2 (llanura de Crema) y está inserto en el contexto del Parque del Serio. 

## Historia
Según la tradición fue fundada en 570 por un grupo de familias en escape por Cremona, Lodi, Piacenza y otras ciudades cercanas de la barbarie lombarda en tiempos de la invasión de Alboino en el norte de Italia. Fue libero Comune y en 1159 fue asediada y destruida por Federico II Hohenstaufen en 1169. El ducado de Milán tomó la ciudad en 1335. La República de Venecia la gobernó desde 1449 hasta 1797. Después de la breve experiencia de la República cremasca, la ciudad cayó bajo el dominio de Napoleón. En 1815 se convirtió en parte del austriaco Reino lombardo-véneto y fue anexada al Reino de Cerdeña en 1859. En 1861 con la unificación de Italia fue incluida en la provincia de Cremona.

## Demografía
| Gráfica de evolución demográfica de Crema entre 1861 y 2001 |
|                                                             |
| Fuente ISTAT - elaboración gráfica de Wikipedia             |

## Lugares de interés
Edificios notables son:
- Catedral de Crema (siglo XIII)

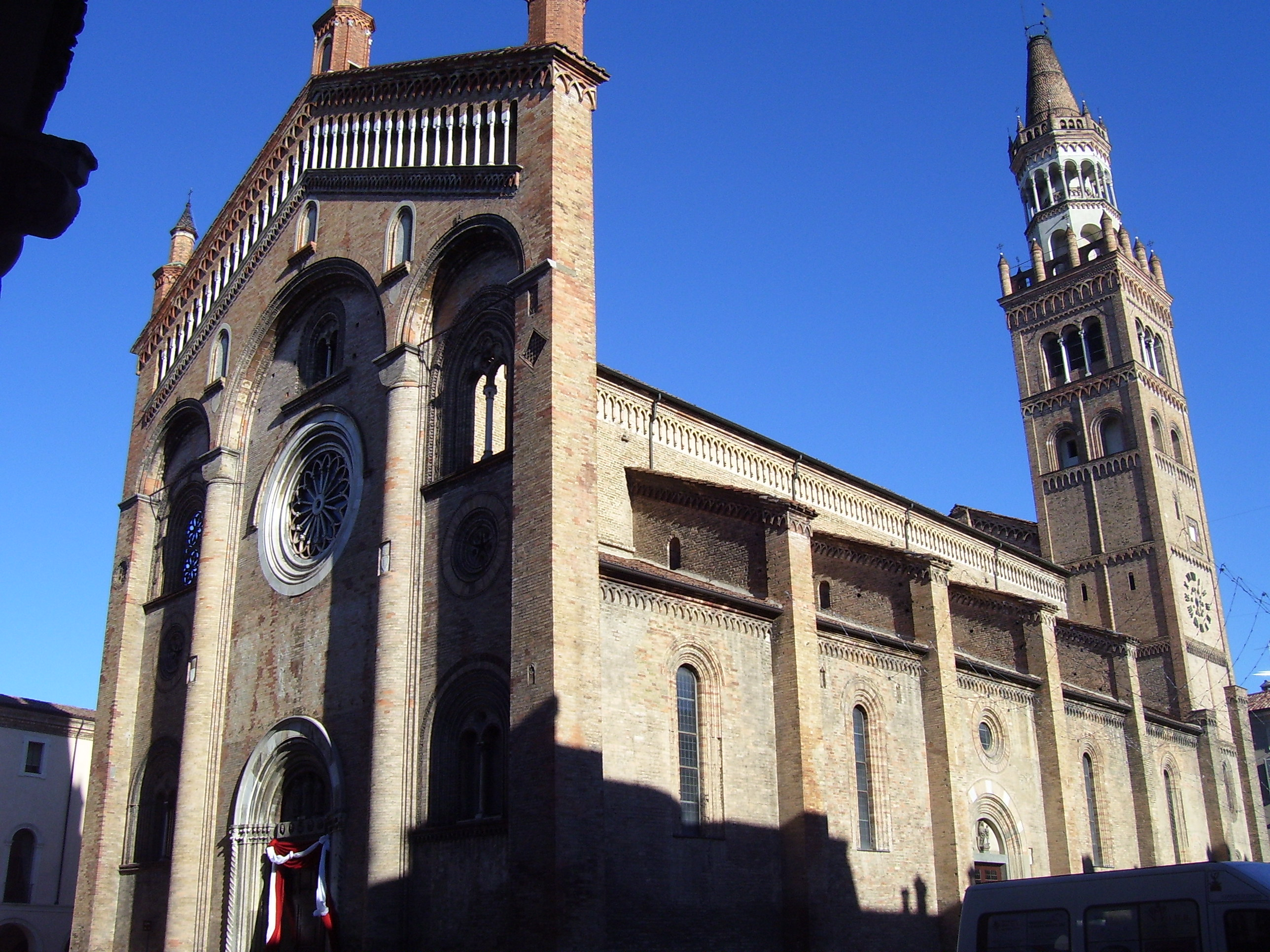
La catedral de Crema

- Palacio del Municipio (1525-1533)
- Santuario de Santa María de la Cruz (1490-1500)
- En el exconvento di Sant'Agostino está instalado el Museo civico di Crema e del Cremasco, con pinturas de Palma el Joven, Luigi Manini, Karl Briulov, Gaetano Previati, Aligi Sassu y otros pintores antiguos y modernos.

## En la cultura popular
La película de drama y romance Call Me by Your Name (2017) se rodó principalmente en Crema. Durante la producción se eligieron varios lugares históricos en las calles circundantes de Crema y Pandino, incluida la Catedral de Crema.

## Gastronomía
- Tortelli cremaschi
- Mostaccino